# 马丁·贝尔纳
马丁·贝尔纳（/bərˈnɑːl/，1937年3月10日—2013年6月9日）是一位英国历史学家，康奈尔大学教授，主要作品有三卷本的《黑色雅典娜：古典文明的亚非之根》（Black Athena: The Afroasiatic Roots of Classical Civilization）等。他的父亲是英国科学家约翰·贝尔纳。